# هیلپنکاندورا
هیلپنکاندورا (به لاتین: Hilpenkandura) یک منطقهٔ مسکونی در سری‌لانکا است که در استان مرکزی (سری‌لانکا) واقع شده‌است.